# Vigasio
Vigasio is een gemeente in de Italiaanse provincie Verona (regio Veneto) en telt 7393 inwoners (31-12-2004). De oppervlakte bedraagt 30,8 km², de bevolkingsdichtheid is 240 inwoners per km².
De volgende frazioni maken deel uit van de gemeente: Isolalta, Forette.

## Demografie
Vigasio telt ongeveer 2718 huishoudens. Het aantal inwoners steeg in de periode 1991-2001 met 12,4% volgens cijfers uit de tienjaarlijkse volkstellingen van ISTAT.
| Jaar | Inwoneraantal |
| ---- | ------------- |
| 1991 | 6050          |
| 2001 | 6798          |

## Geografie
De gemeente ligt op ongeveer 37 m boven zeeniveau.
Vigasio grenst aan de volgende gemeenten: Buttapietra, Castel d'Azzano, Isola della Scala, Nogarole Rocca, Povegliano Veronese, Trevenzuolo, Villafranca di Verona.

## Geboren
- Italo Montemezzi (1875), componist